# بوتشانان (جورجيا)
بوتشانان (بالإنجليزية: Buchanan, Georgia)‏ هي مدينة تقع في مقاطعة هارالسون، جورجيا بولاية جورجيا في الولايات المتحدة. تبلغ مساحة هذه المدينة 4.3 (كم²)، وترتفع عن سطح البحر 379 م، بلغ عدد سكانها 941 نسمة في عام 2010 حسب إحصاء مكتب تعداد الولايات المتحدة.

## وصلات خارجية
- Cities & Counties - Georgia.gov